# Santissima Trinità di Delia
Die Kirche Santissima Trinità di Delia oder SS. Trinità di Delia (deutsch: Allerheiligste Dreifaltigkeit) ist ein kleines Kirchengebäude 4 km westlich von Castelvetrano in Sizilien.

## Allgemeines
Die Kirche im Park des Landgutes der Familie Saporito westlich von Castelvetrano entstand von 1140 bis 1160 als byzantinische Kreuzkuppelkirche.  Einst gehörte sie zu einem Kloster.
Die Kirche wirkt sehr kompakt und bedeckt eine Fläche von ca. 10 mal 10 m. Die Rahmen der Fenster (sogenannte Qamarīya) zeigen den Einfluss islamischer Kunst. Im Inneren bildet die Kuppel den Mittelpunkt. Ansonsten beherrscht ein großer Marmorsarkophag den Innenraum. Unter der Kirche befinden sich Gräber der Familie Saporito.

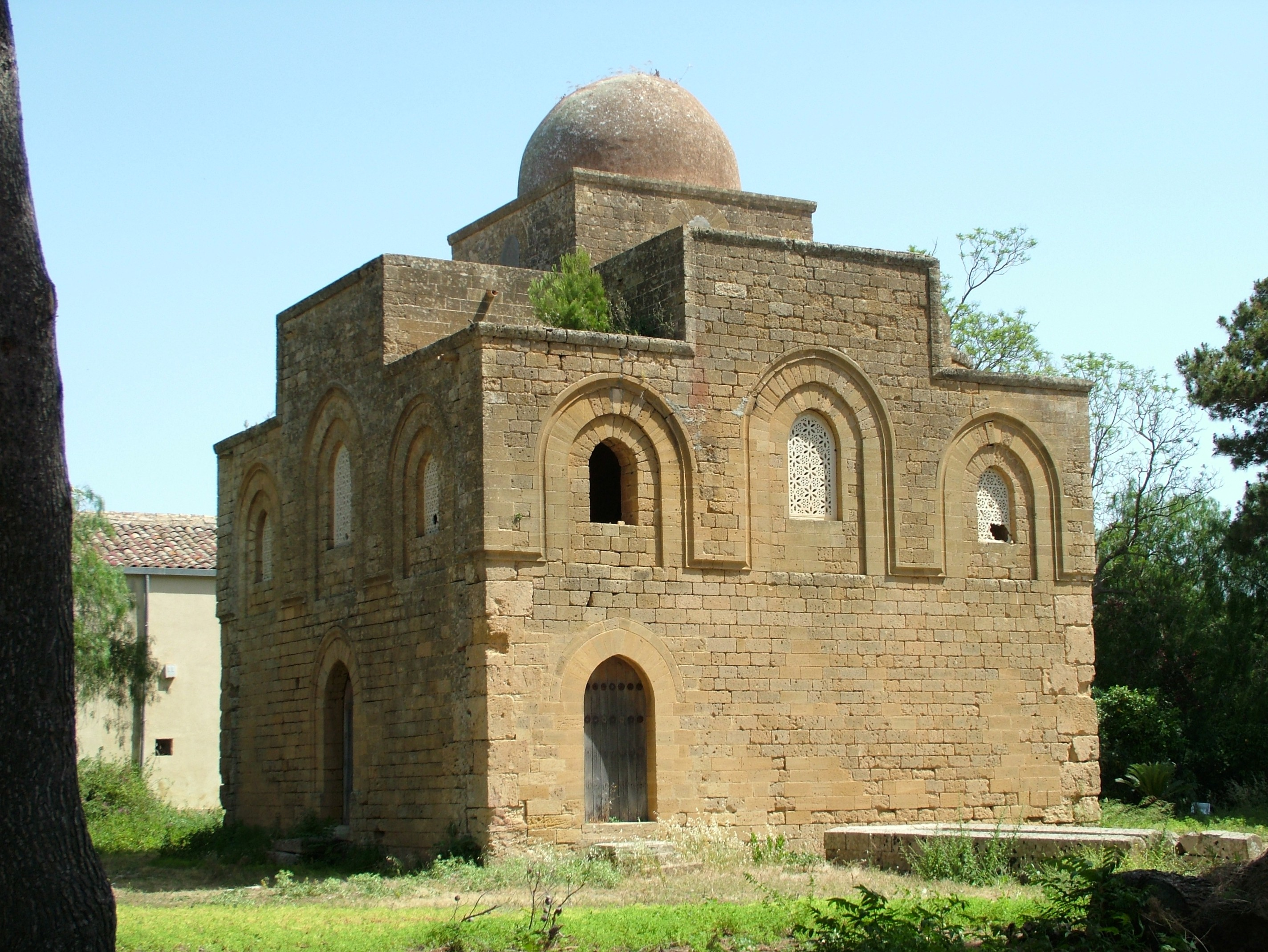
Außenansicht
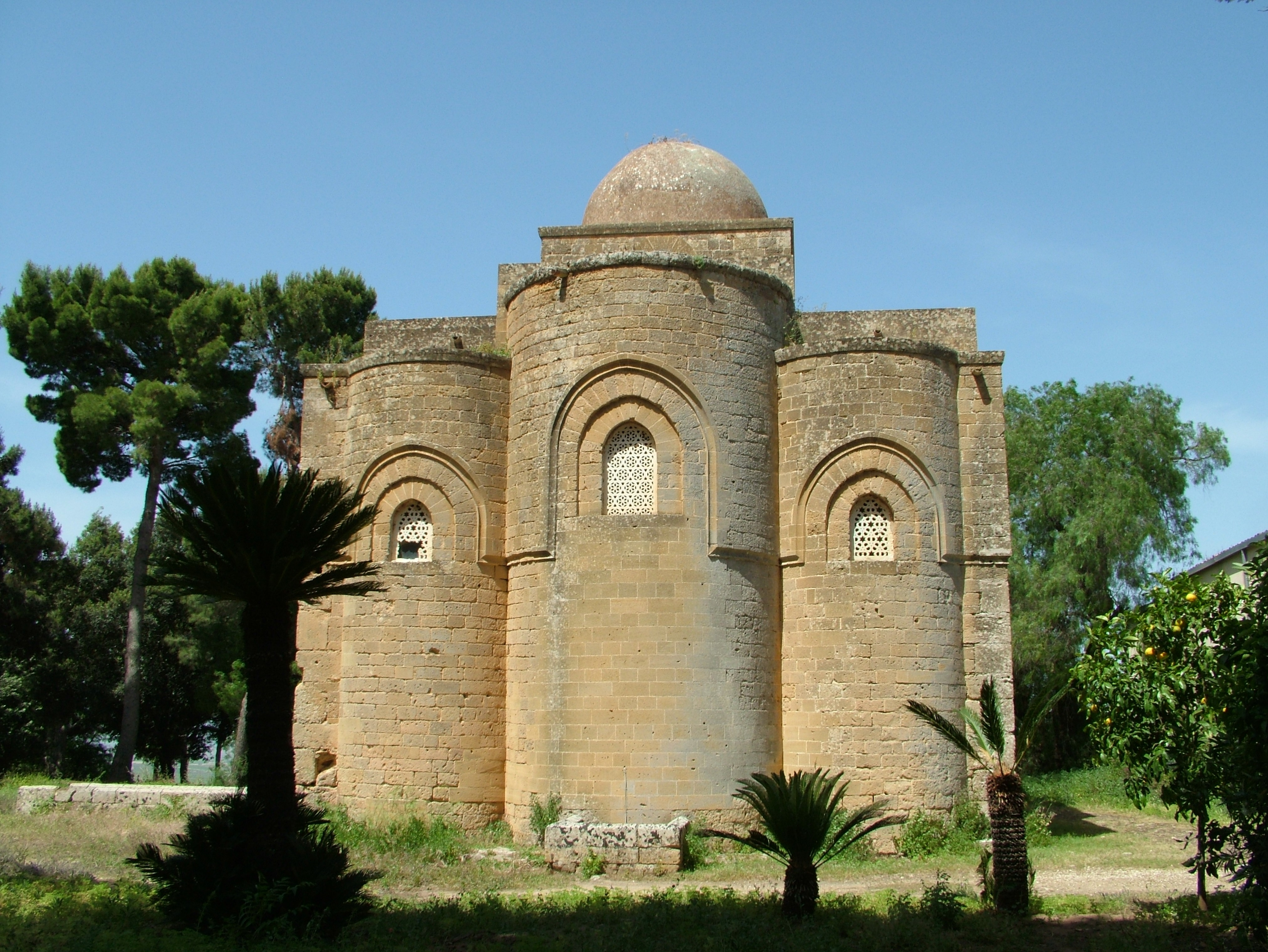
Rückseite mit den Apsiden
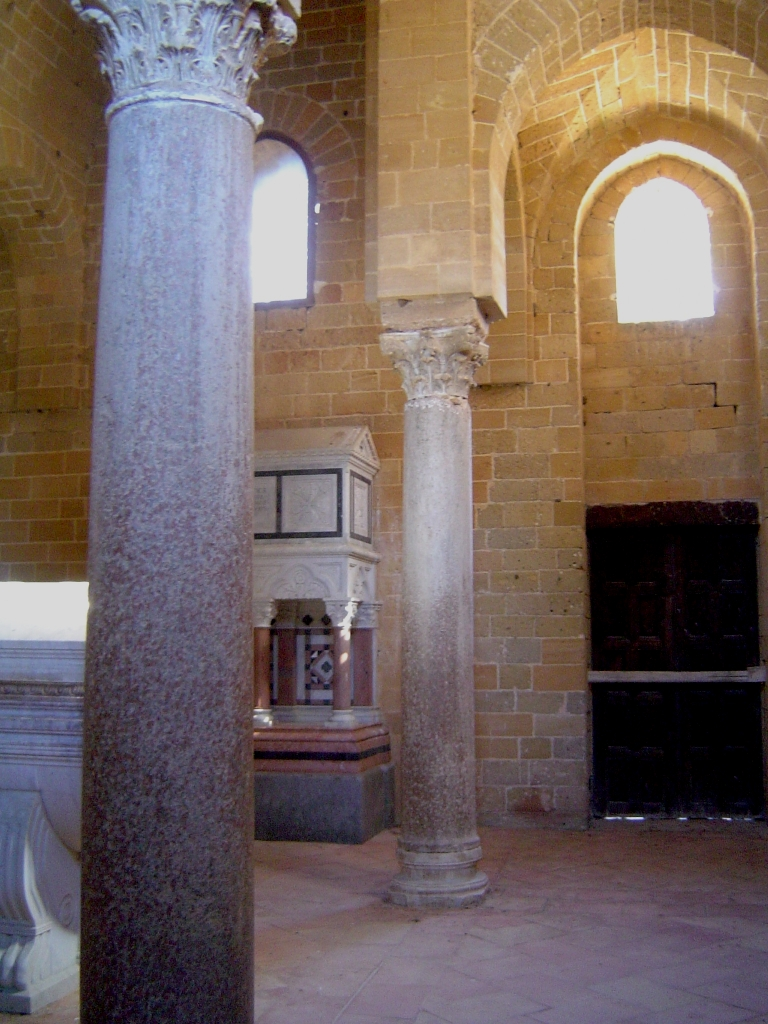
Innenansicht
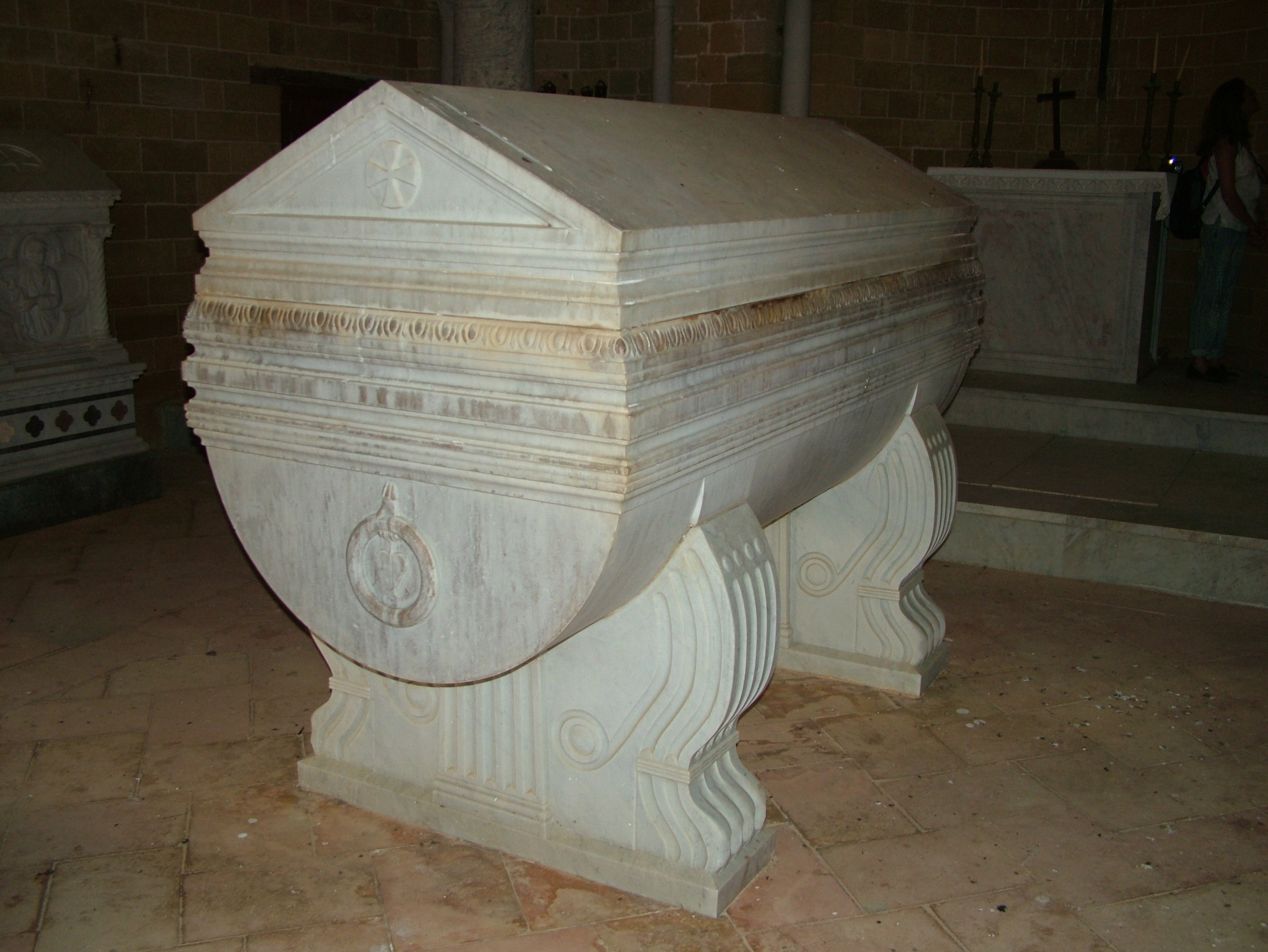
Sarkophag